# Jimmy Gardner
Jimmy Gardner (Newmarket, 24 de agosto de 1924–Londres, 3 de mayo de 2010) fue un actor británico.

## Vida
Durante la Segunda Guerra Mundial, Gardner sirvió en la Royal Air Force, como artillero de aire comprimido del 10.º Escuadrón, completandó 30 salidas como artillero trasero de Halifax y recibió la Medalla de vuelo distinguido.
Su primera aparición fue en la película de The Curse of the Mummy's Tomb, estrenada en 1964. Desde dicha aparición apareció en más de treinta películas y también realizó participaciones especiales en la televisión y el teatro.
Fue conocido por interpretar a Ernie Prang, el conductor del autobús noctámbulo, en la película de Harry Potter y el prisionero de Azkaban, la tercera adaptación cinematográfica de la serie fílmica de Harry Potter.

## Filmografía
- Doctor Who: Marco Polo (1964)....Chenchu.
- The Curse of the Mummy's Tomb (1964)....El compañero de Fred.
- He Who Rides a Tiger (1965)....Camarero.
- The Murder Game (1965)....Arthur Gillett.
- Arabesque (1966)....Hemsley (no acreditado).
- The Committee (1968)....Jefe.
- Take a Girl Like You (1970)....Votante.
- Say Hello to Yesterday (1971)....Vendedor de globos (no acreditado).
- 10 Rillington Place (1971).... Mr. Lynch.
- Up the Chastity Belt (1971).... Little Man.
- Frenzy (1972)....Hotel Porter.
- Ooh... You Are Awful (1972)....Portero de Waterloo (no acreditado).
- Take Me High (1973).... Hulbert.
- 11 Harrowhouse (1974)....Hombre en el Bar Snack (no acreditado).
- Percy's Progress (1974)....Secretario del tribunal (no acreditado).
- Slade in Flame (1975).... El papá de Charlie.
- Short Ends (1976).... Alquimista.
- Doctor Who: Underworld (1978).... Idmon.
- Tess (1979).... Pedlar.
- The Company of Wolves (1984).... Anciano.
- Mountains of the Moon (1990).... Jarvis.
- Robin Hood: Prince of Thieves (1991)....Granjero.
- Thin Ice (1995)....Viejo con pistola.
- Gunslinger's Revenge (Italian title: Il mio West) (1998)....Sam Comet.
- Harry Potter and the Prisoner of Azkaban (2004)....Ernie, conductor del Autobús noctámbulo.
- Finding Neverland (2004)....Mr. Snow.
- Deuce Bigalow: European Gigolo (2005).... Kaiser (último papel cinematográfico).